# جون مور (لاعب كريكت بريطاني)
جون مور (19 مايو 1943 في المملكة المتحدة - 17 نوفمبر 2004) (بالإنجليزية: John Moore)‏ هو لاعب كريكت بريطاني. لعب مع المقاطعات الوطنية للكريكيت الإنجليزي والويلزي ‏ ونادي مقاطعة ستافوردشاير للكريكت ‏.

## وصلات خارجية
- جون مور (لاعب كريكت بريطاني) على موقع إي آس بي آن كريك إنفو (الإنجليزية)